# Gunilla Hansson

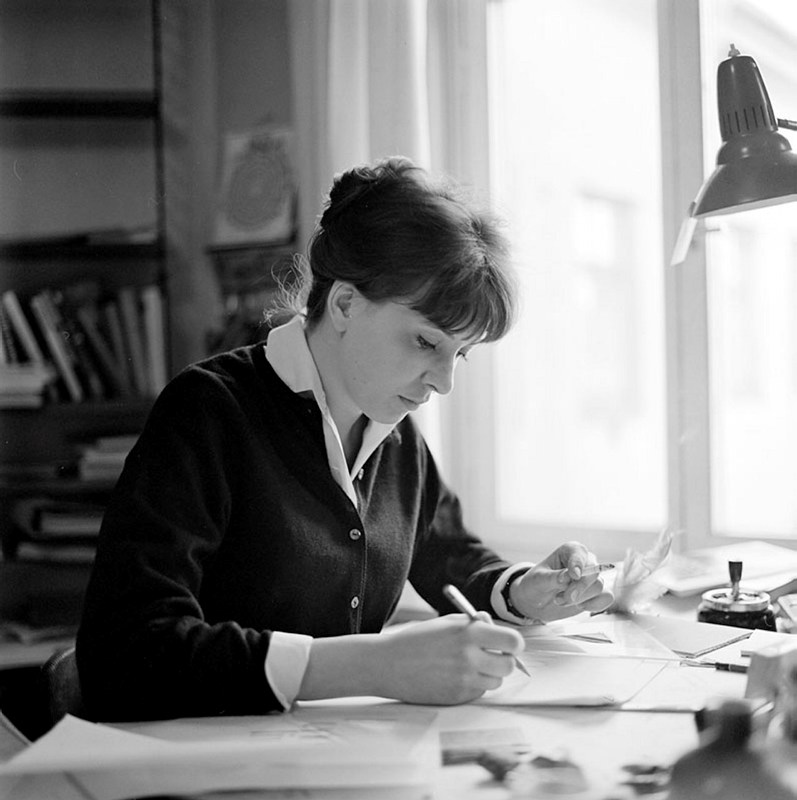
Gunilla Hansson (1963)

Gunilla Hansson, geb. Cederholm (* 14. November 1939 in Stockholm), ist eine schwedische Illustratorin und Kinderbuchautorin.

## Leben und Schaffen
Gunilla Hansson ist die Tochter von Nils Thore Cederholm und Gun Elving. 1955–1961 absolvierte sie eine Ausbildung in Textil-, Werbe- und Buchkunst an der Konstfack. Sie wurde 1961 Grafikdesignerin im Bonnier-Verlag, ab 1965 als freiberufliche Mitarbeiterin. Ihre Bücher wurden u. a. ins Deutsche, Dänische, Norwegische, Finnische, Englische, Spanische, Griechisch, Französische, Färöische und Isländische übersetzt.
Hansson gewann zusammen mit der Autorin Grethe Fagerström den Deutschen Jugendliteraturpreis 1980 für das Buch Peter, Ida und Minimum.
Von 1964 bis 1982 war sie mit dem Autor Hasse Hansson (* 1940) verheiratet, mit dem sie auch zusammenarbeitete.

## Werke (Auswahl)
Als Illustratorin:
- Grethe Fagerström (Text) und Gunilla Hansson (Illustration): Peter, Ida und Minimum: Familie Lindström bekommt ein Baby. Ravensburg 1979.

Als Autorin:
- Ein Baby für uns alle! Ravensburg 2002.
- Klara sagt nein. Ravensburg 2001.
- Klaras Schnuller. Ravensburg 1999.
- Weihnachten bei Max und Mia. Ravensburg 1990.
- Mia, komm raus. Ravensburg 1988.
- Gleich sind wir am Wasser. Ravensburg 1988.
- Ein Geschenk für Oma. Ravensburg 1987.
- Gute Nacht hab ich gesagt. Ravensburg 1986.
- Nina. Ravensburg 1981.

| Personendaten    | Personendaten                         |
| ---------------- | ------------------------------------- |
| NAME             | Hansson, Gunilla                      |
| ALTERNATIVNAMEN  | Cederholm, Gunilla                    |
| KURZBESCHREIBUNG | schwedische Autorin und Illustratorin |
| GEBURTSDATUM     | 14. November 1939                     |
| GEBURTSORT       | Stockholm                             |